# Kopia bezpieczeństwa
Kopia bezpieczeństwa, kopia zapasowa (ang. backup copy) – dane, które mają służyć do odtworzenia oryginalnych danych w przypadku ich utraty lub uszkodzenia.
Kopia bezpieczeństwa to nie to samo co archiwizacja danych. Nie jest to też alternatywa, a uzupełnienie dla redundantnych systemów przechowywania danych w pamięci masowej, np. RAID. Systemy redundantne nie chronią przed awarią innych podzespołów komputera albo przed przypadkowym nadpisaniem danych, np. z powodu błędu osoby pracującej z takimi danymi. W takich sytuacjach użyć należy kopii bezpieczeństwa danych sprzed zmian (zamierzonych lub niezamierzonych).
Niektóre edytory i procesory tekstu wykonują kopię bezpieczeństwa automatycznie, aby umożliwić odtworzenie zawartości pliku w razie awarii komputera lub samego programu, a także aby umożliwić odtworzenie poprzedniej wersji pliku po stwierdzeniu dokonania niepożądanych zmian. W obu przypadkach kopia dokonywana jest samoczynnie: w pierwszym wypadku jest wykonywana co pewien czas, a w drugim podczas zapisu. Taka krótkotrwała kopia jest najczęściej automatycznie nadpisywana przy wykonywaniu następnej kopii.
Mechanizm kopii bezpieczeństwa spotykany jest najczęściej w środowiskach serwerowych, gdzie regularne i automatyczne tworzenie kopii ważnych danych jest podstawowym mechanizmem ochrony tych danych. W zadanych odstępach czasu specjalne dedykowane oprogramowanie serwera samoczynnie tworzy kopie chronionych danych na zewnętrznych nośnikach, np. taśmach magnetycznych, płytach CD/DVD lub zewnętrznych dyskach twardych i RDX. Istnieją również specjalistyczne systemy, pozwalające na zdalne wykonywanie kopii bezpieczeństwa, np. przez sieć lokalną lub Internet (kopia bezpieczeństwa online); chronione w ten sposób dane umieszczane są na dyskach serwerów w odległych centrach przetwarzania danych. Taka metoda pozwala skutecznie chronić dane przed większością zdarzeń losowych jak: kradzieże sprzętu, pożary, powodzie, reinstalacja czy ludzki błąd.

## Backupa archiwizacja
W języku polskim określenia: „backup” i „archiwizacja danych” są (często mylnie) stosowane zamiennie. Jednak w języku angielskim „backup” i „data archiving” określają różne działania. Podobnie w języku polskim kopia bezpieczeństwa i archiwizacja danych. „Backup” dotyczy tworzenia kopii bezpieczeństwa danych w celu ich odtworzenia po utracie lub uszkodzeniu, natomiast „data archiving” oznacza proces tzw. warstwowania danych, czyli ich dzielenia na dane aktywne, nieaktywne i referencyjne, a następnie zapisywania w odpowiednich obszarach zapisu. Dostęp do tak podzielonych danych można zróżnicować, np. dane transakcyjne będą miały krótki, a dane historyczne długi czas dostępu, co ma swoje uzasadnienie np. w przypadku prowadzenia działalności gospodarczej. Proces archiwizacji danych od kopii bezpieczeństwa odróżnia to, iż dane archiwizowane są przenoszone (np. na inny nośnik), ale przeważnie są nadal dostępne dla użytkowników w postaci referencji do tych danych. W procesie tworzenia kopii bezpieczeństwa dane są kopiowane w inne miejsce i nie są one bezpośrednio dostępne dla użytkowników, ale pierwotne dane nadal pozostają w oryginalnym miejscu. Dane zarchiwizowane nadal muszą podlegać procesom kopii bezpieczeństwa. W zależności od tego, czy archiwum jest tworzone jako tylko do odczytu, czy również do zapisu, kopię bezpieczeństwa wykonuje się raz lub z mniejszą częstotliwością niż dla danych niezarchiwizowanych.